# Avahi peyrierasi
Avahi peyrierasi, lémur lanudo de Peyrieras, es una especie de mamífero primate de la familia Indriidae. Como todos los lémures es endémico de Madagascar y se distribuye al sureste de la isla.
Mide entre 26 y 32 cm más la cola que alcanza de 29 a 34 cm y pesa poco más de un kilogramo. El dorso es marrón grisáceo y el vientre grisáceo o blancuzco, con la cola de color marrón rojiza. El interior de los muslos es blanco, al igual que la máscara facial circular de algunos ejemplares y la barba y mejillas. 
Su hábitat es la pluvisilva primaria tanto de la llanura como montana, con árboles altos y sotobosque claro, aunque también se encuentra en bosques más degradados. Son nocturnos y arbóreos. La mayor parte de la noche (60%) la ocupa en descansar, el 20% lo ocupa alimentándose, el 15% en desplazamientos y el 5% en acicalarse. Se alimenta fundamentalmente de hojas, además de flores y frutos.
Su estatus en la Lista Roja de la UICN es de «Vulnerable» debido a la pérdida de su hábitat y, en menor medida, a la caza, aunque su carne no es muy apreciada.